# سفيند لوند
سفيند لوند (1 أبريل 1949 - ) (بالدنماركية: Svend Lund)‏ هو لاعب كرة يد دانمركي. شارك في الألعاب الأولمبية الصيفية 1972.

## وصلات خارجية
- سفيند لوند على موقع أوليمبيديا (الإنجليزية)